# Кертіс Сіттенфельд
Елізабет Кертіс Сіттенфельд (англ. Curtis Sittenfeld; нар. 23 серпня 1975) — американська письменниця. Авторка збірки оповідань «Ти думаєш, я скажу» (2018), а також семи романів: «Підготовка» (2005), історія студентів Массачусетської підготовчої школи; «Чоловік моєї мрії» (2006), роман про дорослішання та дослідження романтичного кохання; «Американська дружина» (2008), вигадана історія, основана на житті першої леді Лори Буш; «Сестринство» (2013), який розповідає історію однояйцевих близнюків з екстрасенсорними здібностями; «Бажаний» (2016), сучасний переказ «Гордості та упередження»; «Родем» (2020), політичний роман про альтернативну історію життя Гілларі Клінтон; і «Романтична комедія» (2023), описує роман між комедійним сценаристом і попзіркою.

## Життя та навчання
Елізабет Кертіс Сіттенфельд народилася 23 серпня 1975 року в Цинциннаті, штат Огайо. Вона друга з чотирьох дітей (трьох дівчаток і хлопчика), народжених від Елізабет «Бетсі» Кертіс (уроджена Баском) і Пола Джорджа Сіттенфельда (пом. 2021). Її мати — вчителька історії мистецтва та бібліотекарка у Seven Hills School, приватній школі в Цинциннаті, а батько був консультантом з інвестицій. Молодший брат, П. Г. Сіттенфельд, є колишнім членом міської ради Цинциннаті. Мати — католичка, а батько — єврей.
До восьмого класу навчалася в школі Seven Hills, потім — у середній школі в Groton School, школі-інтернаті в Ґротоні, штат Массачусетс, яку закінчила 1993 року. 1992 року, влітку перед випускним курсом, виграла конкурс художньої літератури журналу Seventeen.
Навчалася у коледжі Вассар у Покіпсі, штат Нью-Йорк, а потім перейшла до Стенфордського університету в Пало-Альто, Каліфорнія. У Стенфорді вона вивчала творче письмо, писала статті для газети коледжу та редагувала щотижневий мистецький журнал цієї газети. Тоді ж її обрали Жінкою року у коледжі за версією журналу Glamour. Здобула ступінь магістра мистецтв у Майстерні письменників Айови в Університеті Айови.
2008 року вийшла заміж за Метта Карлсона. Подружжя має двох дочок.

## Збірки романів та оповідань

### «Підготовка»
Перший роман Сіттенфельд «Підготовка», на написання якого у неї пішло три роки, вийшов 2005 року. Оповідь ведеться з погляду Лі Фіори, підлітки з Саут-Бенду, штат Індіана, яку прийняли до школи Олт, елітної школи-інтернату поблизу Бостона, штат Массачусетс.
Елісса Шаппелл написала в The New York Times Review of Books: «Діалог Сіттенфельд такий переконливий, що хочеться запитати, чи вона часом не носила мікрофон під хокейним кілтом». The New York Times назвала роман «Підготовка» одним із п'яти найкращих творів художньої літератури за 2005 рік. Переоцінюючи роман «Підготовка» 2018 року Entertainment Weekly назвав його «культовою класикою».

### «Чоловік моєї мрії»
Другий роман Сіттенфельд «Чоловік моєї мрії» вийшов у травні 2006 року у видавництві Random House. У ньому розповідається про дівчину Ханну у період її навчання з кінця восьмого класу до коледжу в Університеті Тафтса і до тридцятиріччя.

### «Американська дружина»
Третій роман Сіттенфельд «Американська дружина» (2008) — це розповідь про Еліс Блеквелл, вигадану героїню, яка має багато спільного з колишньою першою леді Лорою Буш. У листопаді 2011 року було оголошено, що Red Crown Productions розпочала роботу над кіноверсією, адаптацію якої написав сценарист, номінований на премію «Оскар» Рон Нісванер.

### «Сестринство»
Роман «Сестринство» вийшов 25 червня 2013 року. Головна героїня книжки Кейт — однояйцева близнючка з екстрасенсорними здібностями.

### «Бажаний»
Роман «Бажаний» вийшов 19 квітня 2016 р.оку у видавництві Random House. Це сучасний переказ «Гордості та упередження», дія якого відбувається в Цинциннаті, штат Огайо. У вересні 2017 року ABC оголосила про свій намір створити пілотний телевізійний серіал «Бажаний» за участю Шеррі Купер і Дженніфер Левін, авторок екранізації.

### «Ти подумай, я скажу»
«Ти подумай, я скажу» — збірка оповідань, яка вийшла у видавництві Random House 24 квітня 2018 року.

### «Родем»
«Родем» — політичний роман про альтернативну історію життя Гілларі Клінтон, що вийшов 2020 року. Роман розходиться з реальністю в той момент, коли Гілларі вирішує не виходити заміж за Білла Клінтона і вступає в політичне життя як самотня жінка. Думки критиків щодо роману «Родем» розділились.

### «Романтична комедія»
У квітні 2023 року вийшов новий роман «Романтична комедія». Історія розповідає про Саллі Мілз, авторку нічних комедійних скетчів, та Ноа Брюстера, попзірку.

### «Показуй, не розповідай»
Збірка з 12 оповідань, що вийшла 2025 року.

## Оповідання
- «A for Alone» опубліковано в The New Yorker (2020)[23]

## Переклади українською
2024 року у видавництві «Artbooks» вийшов український переклад роману «Романтична комедія». Перекладачка — Наталія Сліпенко.

## Зовнішні посилання
- Офіційний сайт